# Sadie Harris
Pour les articles homonymes, voir Harris.
Sadie Harris est le nom d'un personnage fictif de la série télévisée Grey's Anatomy. Interprété par l'actrice Melissa George, ce personnage secondaire a été créé par la productrice de la série Shonda Rhimes.
Elle est présentée lors de la saison 5 du programme comme une amie de longue date de la protagoniste de la série Meredith Grey (Ellen Pompeo), avec qui elle est partie en Europe. Elles ont finalement eu une dispute à Amsterdam qui a changé leur amitié à jamais. Peu de temps après, Ellis, la mère de Meredith - que Sadie détestait - a été diagnostiquée de la maladie d'Alzheimer, ce qui a poussé Meredith à rentrer aux États-Unis, sans Sadie. Celle-ci est finalement rentrée également et a fait des études de médecine. Elle annonce le jour de son arrivée à Seattle à Meredith qu'elle intègre le Seattle Grace en tant qu'interne en chirurgie. Elle finit par se lier d'amitié avec Lexie Grey (Chyler Leigh), la sœur de Meredith, elle aussi interne. Sadie ne se révèle cependant pas à la hauteur et se voit contrainte de démissionner quelques mois plus tard.

## Histoire du personnage
Sadie Harris apparaît pour la première fois dans le cinquième épisode de la saison cinq "L’effet domino", dans lequel il est fait savoir qu'elle était autrefois une amie très proche de Meredith Grey (Ellen Pompeo). Harris et Meredith Grey s'étaient donné des surnoms lors de vacances prolongées en Europe : respectivement, "La Tuerie" et "La Tueuse". La meilleure amie de Meredith Grey est Cristina Yang (Sandra Oh) ; Yang devient jalouse de l'amitié entre Meredith Grey et Harris. Après avoir rejoint le Seattle Grace Hospital  en tant qu'interne en chirurgie, Harris se lie d'amitié avec Lexie Grey (Chyler Leigh), la sœur de Meredith Grey. Les internes de l'hôpital sont frustrés par leur manque de possibilités chirurgicales, alors Harris se coupe l'épaule et laisse les internes la recoudre ensemble.
Par la suite, Harris se porte volontaire pour subir une appendicectomie afin d'aider les internes à apprendre cette intervention chirurgicale, à la condition qu'elle ait la chance d'en subir une par la suite. Les internes commettent une erreur durant l’opération et Harris est gravement en danger, mais est sauvée par les résidents. Les internes sont mis à l'épreuve et réprimandés par Meredith Grey, bien que Harris dise à Lexie Grey qu'elle ne s'excuse pas. Après le fiasco de la chirurgie, Harris approche Richard Webber (James Pickens, Jr.), chef de chirurgie de l'hôpital, et revendique la responsabilité de l'incident. Il l'informe que si elle n'a pas été congédiée, c'est en raison de son amitié personnelle avec son père.
Plus tard, elle flirte avec Callie Torres (Sara Ramirez), bien que la relation ne soit jamais poursuivie. Harris continue d'entretenir une amitié avec Lexie Grey, allant même jusqu'à l'aider à dissimuler la relation florissante de Lexie Grey avec Mark Sloan (Eric Dane). Dans "L’intervention", lors d'un jeu organisé par Izzie Stevens (Katherine Heigl) pour les internes, George O'Malley (T.R. Knight) constate le manque de connaissances médicales de Harris. Bien qu'il propose de donner des cours particuliers à Harris, elle refuse et choisit de ne pas le dire à Webber, ce que fait O'Malley à sa place. Lorsque Harris sort d'une discussion avec Webber, elle dit à Meredith Grey qu'elle a décidé d'arrêter de fumer et qu'elle n'était pas admissible au programme de chirurgie. Lorsqu'elle tente de faire revenir Meredith Grey en vacances en Europe, Meredith Grey décline et Harris s'en va.

## Développement

### Casting et écriture du personnage
Melissa George a été invitée à rencontrer les productrices exécutives de la série télévisée, Shonda Rhimes et Betsy Beers, après que des agents de casting de Grey's Anatomy ont vu ses prestations récurrentes dans la série télévisée En analyse. George a expliqué qu'après avoir rencontré les producteurs, elle fut engagée rapidement.
Le contrat initial de George comprenait huit à onze épisodes d'apparitions récurrentes, avec la possibilité de devenir une série régulière. Cependant, selon la porte-parole de George, elle n'avait pas l'intention de faire plus de huit épisodes. Harris devait initialement avoir une liaison avec Torres, mais Rhimes a finalement changé cela après que George a commencé à tourner. Elle était initialement décrite comme lesbienne, puis a été redécrite comme bisexuelle.
En janvier 2009, George a confirmé son départ de Grey's Anatomy, et plusieurs raisons ont été citées pour son départ. George a dit qu'elle avait décidé de partir pour poursuivre un autre projet et a fait l'éloge des membres de la distribution. Cependant, un représentant du spectacle a affirmé que le départ de l'actrice était dû à un accord mutuel entre Grey's Anatomy et George, expliquant que l'histoire du personnage " prenait fin naturellement ", mais que chacun était contrarié par son départ.

### Caractéristiques
Le personnage joué par George a été décrit comme étant "coquin" et "espiègle", ainsi que "fou". De plus, la sexualité de Harris n'est pas l'aspect principal de sa personnalité. George a qualifié son personnage de " borderline" et a déclaré que sa personnalité extravertie avait pour but de dissimuler autre chose. George a déclaré que la façon dont elle dépeignait Harris était influencée par le franc-parler de Lisa Rowe, un personnage sociopathe de Une vie volée, interprété par Angelina Jolie.
Peter Nowalk, l'un des scénaristes de l'émission, a qualifié Harris de " fille plutôt coquette "D'autres membres de la distribution de Grey's Anatomy ont également commenté le personnage de Harris ; Chandra Wilson a déclaré que Harris est un personnage au rythme rapide, tandis que Leigh a dit que le personnage est là pour " déranger Seattle Grace ". Entertainment Weekly's Michael Ausiello a dit que Harris était " un interne avec un esprit ouvert envers la sexualité ".
Debbie Chang, qui écrit pour BuddyTV, et Jonathan Toomey, du HuffPost, ont également donné des idées sur l'auto-incision de Harris dans l'épisode "In the Midnight Hour", se demandant si elle "a un désir de mort" et "ce qui ne va pas chez elle" Stacy McKee, auteure principal pour cette émission, dit que Harris est la "pré-Cristina Cristina" de Meredith Grey et qu'elle partage avec Meredith une "histoire que Cristina ne peut".

## Réception
Tout au long de son passage sur Grey's Anatomy, le personnage a reçu un accueil mitigé de la part des critiques. Jon Caramanica du Los Angeles Times a critiqué le développement du personnage, qualifiant George de " tristement mal dirigée". Écrivant pour The Age, Michael Idato estime que l'intrigue entre Harris et Yang était " glaciale ".
Darren Devlyn du Herald Sun se demandait si les producteurs avaient fait appel à George pour "secouer la série", et trouvait l'histoire bisexuelle du personnage semblable à celle de Hahn. En parlant de la sortie de George, Kris De Leon de BuddyTV a noté qu'elle était partie en "meilleurs termes" comparativement à Isaiah Washington (Preston Burke).
Erin McWhirter du Daily Telegraph a qualifié le personnage de George d'" outrageux " en réponse à l'appendicectomie. Alan Sepinwall, ancien rédacteur en chef de The Star-Ledger, a critiqué le personnage en disant qu'il avait baissé les yeux en disant qu'il laissait les internes lui faire subir des interventions, écrivant avec ironie : "Ooooh, elle est endommagée ! Et sexy ! Elle enlève son haut et se coupe ensuite avec empressement pour les autres internes ! C'est chaud !". Erin Lulevitch du TV Guide l'a qualifiée de "masochiste" à cause de son auto-incision.
Scott Ellis du Sydney Morning Herald a apprécié le personnage, la trouvant "intrigante" Jennifer Armstrong du Entertainment Weekly a apprécié Harris dans "La tête haute", la trouvant "douce" quand elle a pris la responsabilité d'avoir causé la fracture du pénis de Sloan, pour éviter que Lexie Grey soit gênée. Chang de BuddyTV affirme que Harris est "une sorte de rebelle".